# Nicole Nau

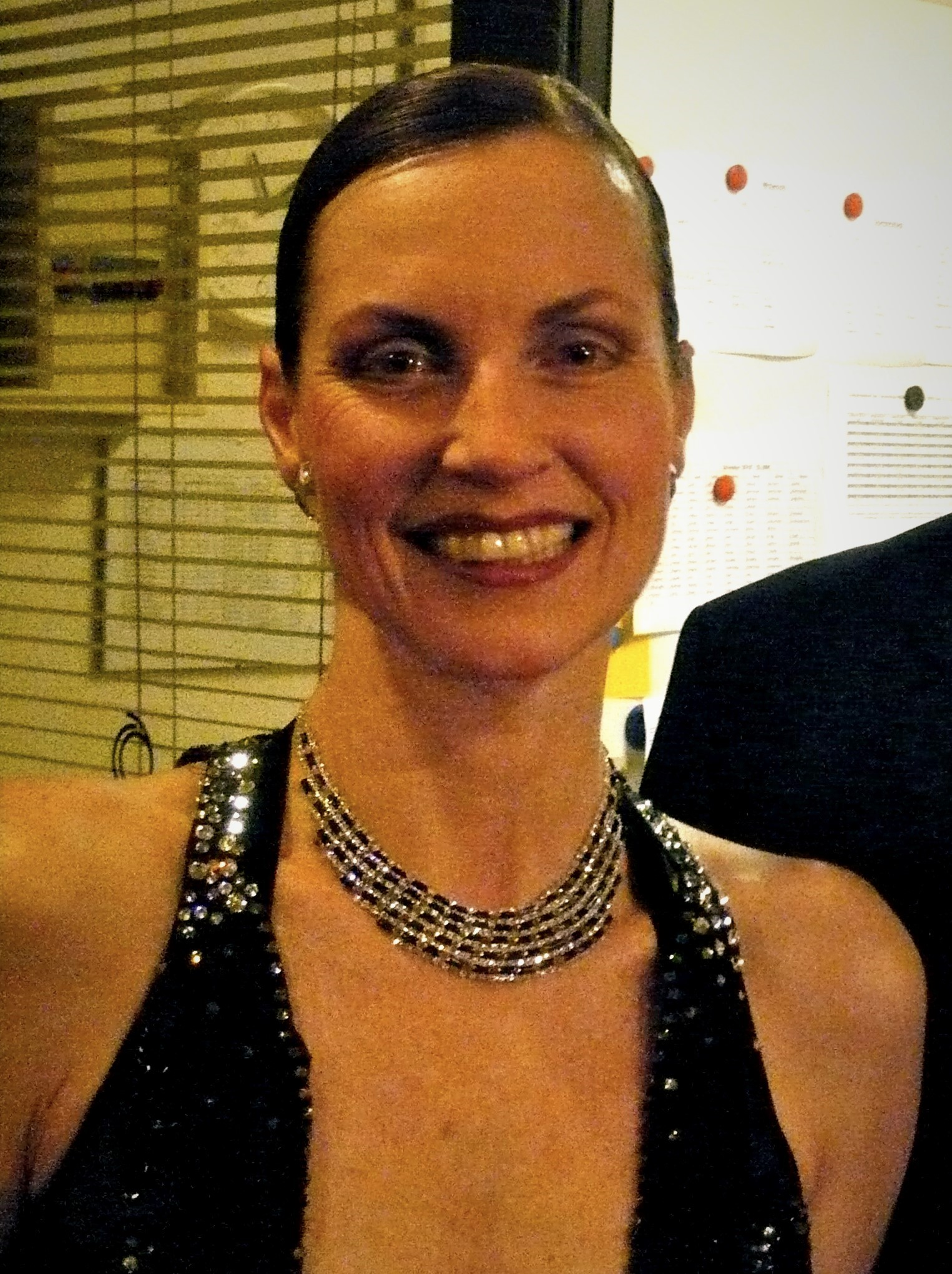
Nicole Nau (2010)

Nicole Nau (* 30. Januar 1963 in Düsseldorf) ist eine deutsche, seit 1989 in Argentinien beheimatete Tänzerin für Tango Argentino und argentinische Folklore.

## Leben und Leistungen

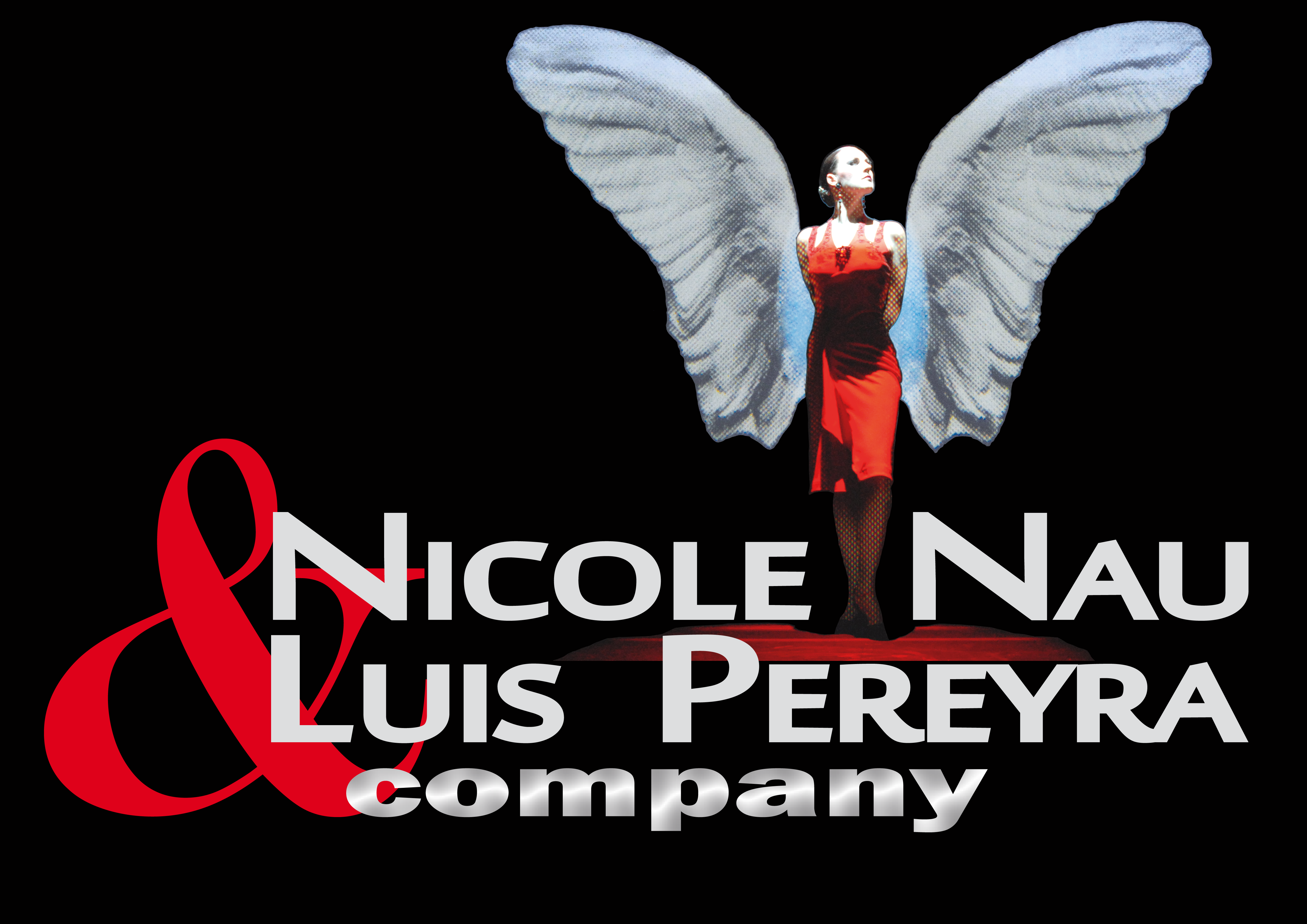
Das Logo der eigenen Company

Nau arbeitete nach einem Grafikdesign-Studium zunächst für Werbeagenturen, bevor sie nach Argentinien umsiedelte und sich zur professionellen Tänzerin ausbilden ließ. 1988 tanzte sie in der Gruppe Arrabal auf Kleinkunstbühnen in Deutschland und entwickelte die Grafikarbeiten, 1990 wurde sie als Partnerin für Pepito Avellaneda engagiert für eine argentinische Bühnenshow, die im Danforth Music Hall Theatre in Toronto, Kanada gastierte. 1990 trat sie erstmals in Argentinien auf, zum Beispiel im Café Homero. Ein Engagement als Tänzerin in der Oper Maraton am Opernhaus Teatro Colón in Buenos Aires folgte wo sie als eines der Tanzdouble für die Mezzosopranin Ana Ruanova engagiert wurde und unter anderem mit dem Bass Mario Solomonoff tanzte.
2002 hatte sie mit der Tango-Oper Orestes – Last Tango Premiere. Die Oper entstand in Koproduktion mit dem World Music Theatre Festival der Niederlande. Hier tanzte sie erstmals mit Luis Pereyra, ihrem heutigen Ehemann und Tanzpartner.
In Zusammenarbeit mit Luis Pereyra sind die Produktionen El Sonido de mi Tierra, Bailando en Soledad, Secretos de la Danza, El Color de mi Baile und Tango Puro Argentino y Mas, The Great Dance of Argentina und VIDA entstanden und wurden in Buenos Aires im Teatro Astral, Teatro Ópera, Teatro Empire, Teatro Margarita Xirgu, Teatro Alvear und anderen aufgeführt.
Gemeinsam übernahmen sie 2006 bis 2010 die künstlerische Leitung des Tangohauses Café de los Angelitos, das 2007 unter ihrer Leitung wieder eröffnet wurde. Von bis 2016 folgte die künstlerische Leitung im Viejo Almacén und 2011 in Aqui Folklore.
2013 erschien in Zusammenarbeit mit der Journalistin und Schriftstellerin Andrea Micus ihr drittes Buch Tanze Tango mit dem Leben.
Sie unternahm Tourneen mit eigenen abendfüllenden Produktionen u. a. in Frankreich, Luxemburg, Argentinien, Deutschland, Niederlande, Österreich, Schweiz und wirkte in abendfüllenden Werken in Kanada mit. Kurzauftritte tanzte sie in Japan, Russland, Großbritannien, Chile, Bolivien. Seit 2001 ist sie Mitglied der argentinischen Kompanie El Sonido de mi Tierra – The Great Dance of Argentina und regelmäßig auf Tournee. Seit 2016 tanzt sie in der Show VIDA! Argentino.
2014 wurden die Tänzer Nicole Nau und Luis Pereyra zu Mitgliedern des Conseil International de la Danse (CID) ernannt.
Zu ihrer tänzerisch musikalischen Ausbildung zählt neben Tango Argentino und argentinischer Folklore der klassische Tanz (Studio Katja Krüger Wuppertal, Estudio Nadia Muzyka, Quilmes Buenos Aires), Jazz Dance (Ballett Studio Berger, Düsseldorf), Progessing Ballett Technic (Ballett Studio Regine Dieckhoff, Wuppertal), Flamenco (Rosa Montés & Alberto Alarcón, Essen), Pianostudium (Engelbrecht, Düsseldorf).
Sie realisierte das Kostümdesign in verschiedenen Tango- und Folkloreproduktionen. Nicole Nau lebt in Deutschland und Argentinien und produziert zusammen mit Luis Pereyra eigene Shows.

## Buchveröffentlichungen
- Nicole Nau-Klapwijk: Tango Dimensionen. Kastell Verlag, München 1999, ISBN 3-924592-65-9.
- Nicole Nau-Klapwijk: Tango, un baile bien porteño. Verlag Corregidor, Buenos Aires 2000, ISBN 950-05-1311-0 (spanisch).
- Nicole Nau: Tanze Tango mit dem Leben. Bastei Lübbe Verlag, Köln 2013, ISBN 978-3-404-60756-3.
- Nicole Nau & Luis Pereyra: Der Klang meiner Erde. PalmArtPress Verlag, Berlin 2025, ISBN 978-3-96-258-211-1.

## Auszeichnungen und Ehrungen
- 1993: COMFER, Comité Federal de Radiodifusión, erhielt sie mit einem ihrer damaligen Partner, Ricardo „el Holandés“ den Preis für den geleisteten kulturellen Beitrag
- 2012: Auszeichnung ihres Werkes Tango Puro Argentino y más! als De interés cultura durch den Staat Argentinien (Ref. Expete. S.C.Nro 6020/12)
- 2016: Auszeichnung von VIDA! ARGENTINO – El Sonido de mi Tierra als De alto interés artistico y cultural von der Dirección General del Ministerio de Relaciones Exteriores y Culto (31. Mai 2016, NOTA DICUL 273/2016)

Darstellung auf Briefmarken
- 2000: Darstellung auf Grundlage einer Fotografie von Máximo Parpagnoli auf einer Briefmarke der argentinischen Post zum 100. Geburtstag des Tangos (Erstveröffentlichung 11. November 2000)[15]
- 2001: Darstellung mit demselben und einem neuen Motiv auf einer Briefmarke der argentinischen Post zum Thema japanisch-argentinische Freundschaft, Weltausstellung Philatelie in Japan (Erstveröffentlichung 28. Juli 2001).[16]

## DVD und CD
- 2004: Curso de Tango & Folklore Argentino. ICARO Producciones. Nicole Nau & Luis Pereyra
- 2004: El Sonido de mi Tierra. ICARO Producciones. Nicole Nau & Luis Pereyra
- 2007: Bailando en Soledad Tango. DVD zur Aufführung. Nicole Nau & Luis Pereyra
- 2008: Secretos de la Danza. Die Musik zur Show, Nicole Nau & Luis Pereyra
- 2011: Tango Puro Argentino & Más. Showvideo, Nicole Nau & Luis Pereyra. Aufgenommen im Apollo Varieté Theater Düsseldorf. Guido Gayk
- 2012: Tango Puro Argentino & Más – mit großer Kompanie. ICARO Producciones. Film zur Aufführung der großen Kompanie, Nicole Nau & Luis Pereyra und weitere Künstler. Aufgenommen in CCBorges.
- 2012: El Sonido de mi Tierra. Video zur Aufführung, Nicole Nau & Luis Pereyra. Mit großer Kompanie, aufgenommen in Lünen Stadttheater. Ein Film von Cameo
- 2012: Nuestro Tango. Lehrvideo, Nicole Nau & Luis Pereyra. Ein Film von Guido Gayk
- 2015: The Great Dance of Argentina Video der Premiere. Nicole Nau & Luis Pereyra. Ein Film von Cameo
- 2017: VIDA! Argentino Video der Premiere. Nicole Nau & Luis Pereyra. Ein Film von Dembach
- 2019: Los 9 elementos arcaicos. Die 9 archaischen Elemente des Tango Argentino. Ein Lehrfilm von Ezequiel Putrele.

## Auftritte (Auswahl)
- 1988: Kurzauftritte in Kleinkunsttheatern in Deutschland, mit Gruppe Arrabal z. B. im Tigerpalast Frankfurt
- 1989: Music Hall Theatre, Kanada Toronto. Partnerin von Pepito Avellaneda und Tanz im Cuerpo de Baile, Direktion Mr. Young & Rimolo
- 1990: Maratón. Direktion Jaime Kogan, Choreografie Lia Jelin, Teatro Colón, Buenos Aires. In der Rolle als Tanzdouble für die Mezzo Sopranin Ana Ruanova und auch Tanzpartnerin für den Bass Mario Solomonoff[17]
- 1994: Festival Cosquin 34 edición, Argentinien
- 1994: Festival Villa Allende mit Susana Rinaldi
- 1996: Tournee mit dem Ensemble Dalasinfoniettan, Schweden
- 1997: Japón’97, Japan
- 1999: Tango Total. WMTF Festival. Niederlande, Belgien[18]
- 2003–2006: Viejo Almacén. Traditionelles Tangohaus Buenos Aires, Choreografie Luis Pereyra[19]
- 2009: Argentinísima, los 40 años, Julio Marbiz,[20] Choreografie Luis Pereyra, Buenos Aires
- 2011: Misa Criolla am Fuss des Monumento a la Bandera, Rosario Argentinien. Choreographie, Tanz und Perkussion. Mit den Tenören Zamba Quipildor und Luis Lima[21]
- 2011: Misa Criolla auf der Plaza Mayor von Monte Grande Argentinien. Choreographie und Tanz. Liveübertragung durch den argentinischen Fernsehkanal C5N. Mitwirkende Künstler: Zamba Quipildor und die Oscar Preisträgerin Soledad Villamil.[22]
- 2011: 7 Festival Internacional de Tango in Justo Daract, San Luis Argentinien. Choreographie, Tanz und Künstlerische Leitung für das Viejo Almacén. Liveübertragung durch den argentinischen Fernsehkanal 26. Mitwirkende Künstler: Hugo Marcel und Nelly Vázquez.[23]
- 2012: Festival de la Chacarera. Santiago del Estero[24]
- 2012: Carabajalazo, City Center Rosario
- 2012: Großveranstaltung in Laferrere mit Chaqueño Palavecino, live Mitschnitt TV C5N
- 2012: Tango Puro Argentino y más! in Rio Turbio
- 2013: Festival Cosquin mit Claudio Pereyra, Córdoba[25]
- 2013: Festival Cosquin Interpretation Vidala para mi Sombra mit Oscar El Chaqueño Palavecino, Córdoba[26]
- 2013: Viejo Almacen, Ehrengäste der laufenden Show ab Februar.
- 2025: Auftritt mit den Würth Philharmonikern Rhythmus und Tanz. Dirigent Claudio Vandelli. Solist Claudio Constantini. Nicole Nau & Luis Pereyra tanzen Verano Porteño, Oblivion und Libertango von Astor Piazzolla und den Boléro de Maurice Ravel.[27]

### Fernsehauftritte (Auswahl)
- 2012: SWR 3 Menschen der Woche, Frank Elstner
- 2013: Das Traumschiff, Auftritte auf der Deutschland
- 2013: DAS! Abendmagazin, NDR-Liveauftritt am 27. September 2013[28]
- 2014: Euromaxx, Deutsche Welle[29]
- 2014: Que tiene Buenos Aires, Canal de la ciudad[30]
- 2016: Bayerischer Filmpreis, mit den Schauspielern Bruno Ganz, Til Schweiger, Uschi Glas[31]
- 2017: Lokalzeit WDR[32]
- 2017: Lokalzeit Bonn, WDR[33]
- 2017: ARD-Fernsehgottesdienst zum Buß- und Bettag in der Alten reformierten Kirche in Wuppertal-Elberfeld[34]
- 2019: Abendschau, BR Liveauftritt 20. September 2019
- 2019: Nachtcafé, SWR, Liveauftritt 4. Oktober 2019[35]
- 2021: Kaum zu Glauben, NDR, mit Kai Pflaume, Live-Sendung[36]
- 2022: Leute, SWR1 mit Nabil Atassi, Live-Sendung 18. Oktober 2022[37]
- 2022: Ländermagazin, MDR[38]
- 2023: Deutschlands größte Geheimnisse, Kabel 1, Ausstrahlung am 7. Mai 2023
- 2023: Volle Kanne, ZDF, Livesendung 23. Juli 2023[39]
- 2023: Hier und Heute, ARD, Livesendung 18. Oktober 2023[40]
- 2024: NDR Talk Show 19. Januar 2024 mit Bettina Tietjen und Sebastian Ströbel[41]

## Eigene Produktionen (Auswahl)
- 2002: Orestes – Last Tango. Tangooper, Choreografie Oscar Araiz, eine Koproduktion von Ricardo „el Holandés“, Nicole Nau und dem WMTF Festival, Niederlande und Belgien
- 2003–2005: El Sonido de mi Tierra.[42][43] Choreografie Luis Pereyra – Europa (z. B. Tonhalle Düsseldorf, Königliches Tropeninstitut Amsterdam (KIT), Teo Otto Theater Remscheid, NDT Den Haag)
- 2006: Bailando en Soledad.[44] Choreografie Luis Pereyra, Europa, Argentinien
- 2007: Secretos de la Danza.[45] Choreografie Luis Pereyra, Dramaturgie Julio López, Europa, Argentinien
- 2009: El Color de mi Baile.[46][47] Choreografie Luis Pereyra, Europa, Argentinien
- 2007–2010: Café de los Angelitos – El Tango. künstlerische Leitung Nicole Nau & Luis Pereyra[48][49][50], Choreografie Luis Pereyra, Buenos Aires
- 2010–2011: El Viejo Almacén. künstlerische Leitung[51] -Argentinien
- 2011: Tango Puro Argentinogira por Europe
- 2011: Aqui!!! Folklore Teatro Astral, Buenos Aires Argentinien. Co Direction mit Luis Pereyra. Künstler: Cuti & Roberto Carabajal, El Chaqueño Palavecino, Suna Rocha, Zamba Quipildor, Leopoldo Federico, Mario Alvaréz Quiroga, Julia Elena Dávalos, Julio Marbiz[52]
- 2012: Tango Puro Argentino an Bord der Deutschland. Mitwirkender Künstler: Carlos Galvan
- 2012: Cronica TV – Argentinisima La Peña de Martin Marbiz künstlerische Leitung des Programms ab 18. März 2012
- 2012: Tango Puro Argentino y más! künstlerische Leitung, Kostümdesign und Tanz.[53] Europatournee u. a. im Berliner Tipizelt und Theaterhaus Stuttgart
- 2013: El Sonido de mi Tierra künstlerische Leitung, Kostümdesign und Tanz. Premiere im Teatro Sala Siranush, Buenos Aires[54]
- 2013: Tour 2013 El Sonido de mi Tierra – The great dance of Argentina.
- 2014+2015: VIDA, Tournee durch Europa[55][56]
- 2019: Benefizkonzert für Sonia Kill Kindergarten und Benefizveranstaltung in Bonn[57]
- 2013: El Viejo Almacén. Künstlerische Leitung seit Juni 2013
- 2014: Festival Cosquin Edition 54. Auftritt mit der eigenen Kompanie El Sonido de mi Tierra.
- 2014+2015: Europa-Tournee mit VIDA, u. a. iMusical Dome Köln, Colloseum Essen, Philharmonie München, Theaterhaus Stuttgart, World Forum Den Haag, Kampnagel Hamburg[58]
- 2016: Tanze Tango mit dem Leben – Nicole Nau & Luis Pereyra tanzen das gleichnamige Buch
- 2017: Tournee in Europa mit Vida! Argentino. Verschiedene Auftritte, unter anderem im Berliner Admiralspalast[59], und später Derniére am 3-4-5 April 2017 im Folies Bergère in Paris[60]
- 2018: Europa-Tournee mit Tanze Tango mit dem Leben
- 2019: Europa-Tournee mit VIDA in Deutschland, Schweiz, Österreich
- 2019: Europa-Tournee mit Se dice de mi
- 2022: VIDA im Teatro Astral[61]. Tournee durch Argentinien[62][63], Deutschland, Österreich, Schweiz[64][65]
- 2024: Tournee mit VIDA. Auftritte mit eigener Company in Deutschland.